# Phasmomyrmex wolfi
Phasmomyrmex wolfi är en myrart som först beskrevs av Carlo Emery 1920.  Phasmomyrmex wolfi ingår i släktet Phasmomyrmex och familjen myror. Inga underarter finns listade i Catalogue of Life.

## Bildgalleri

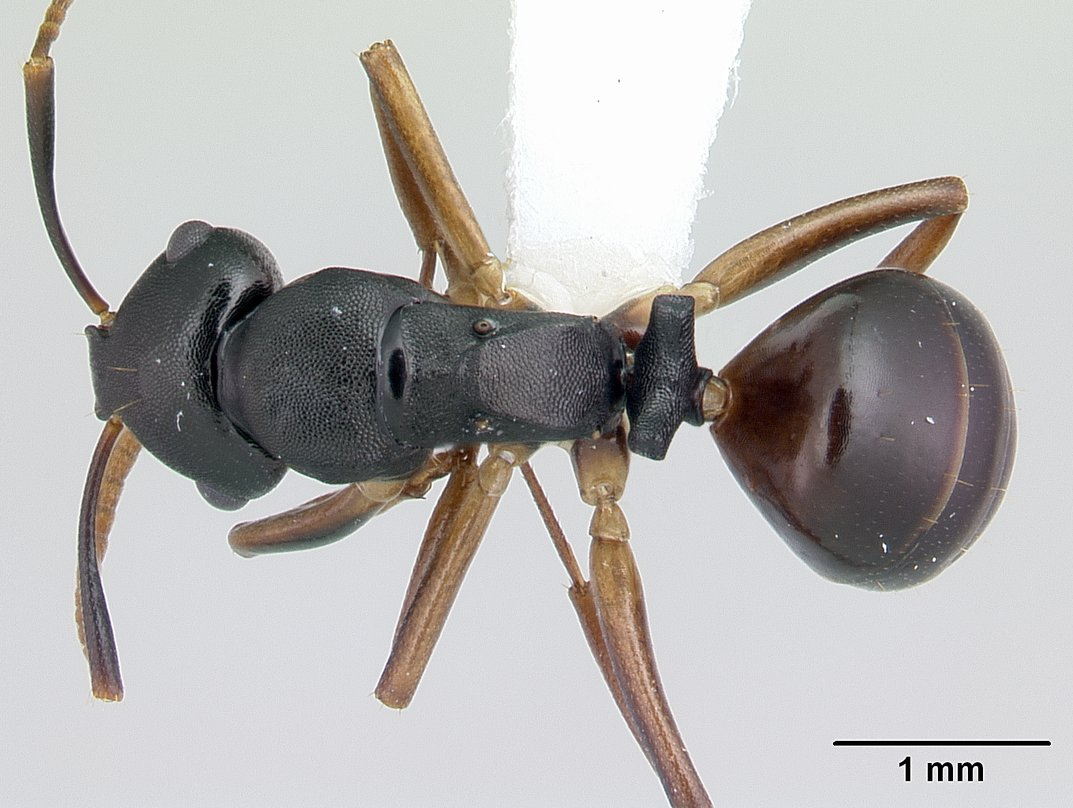
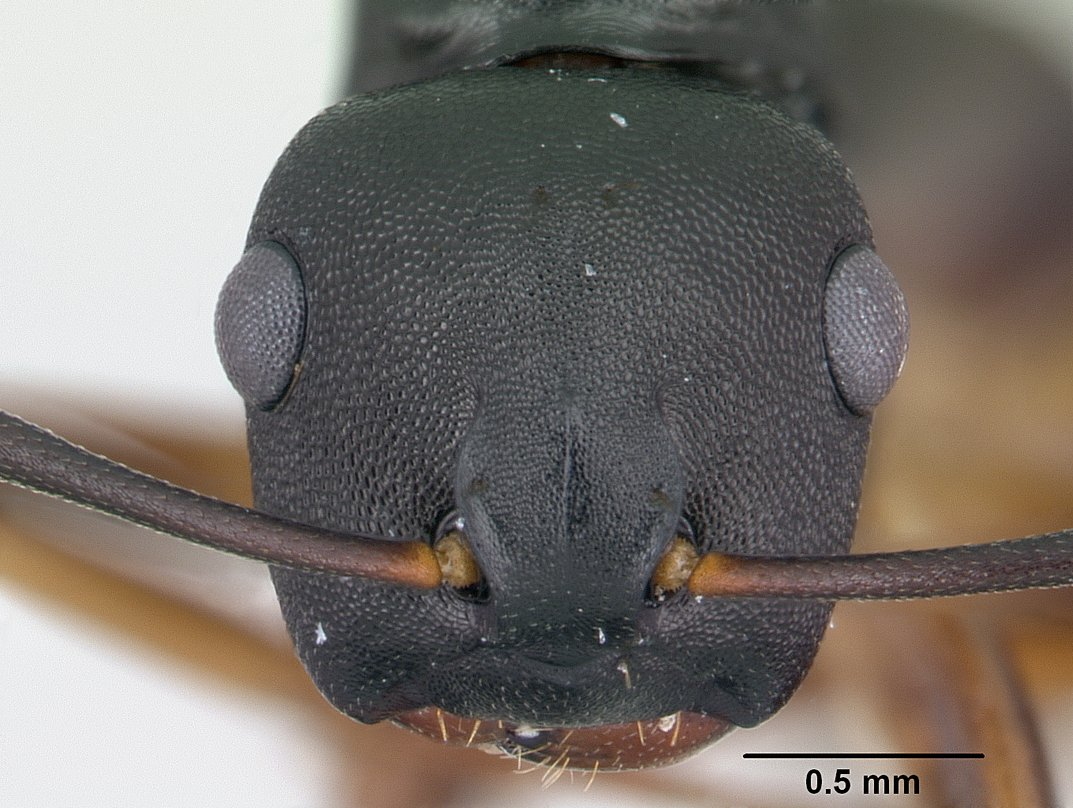
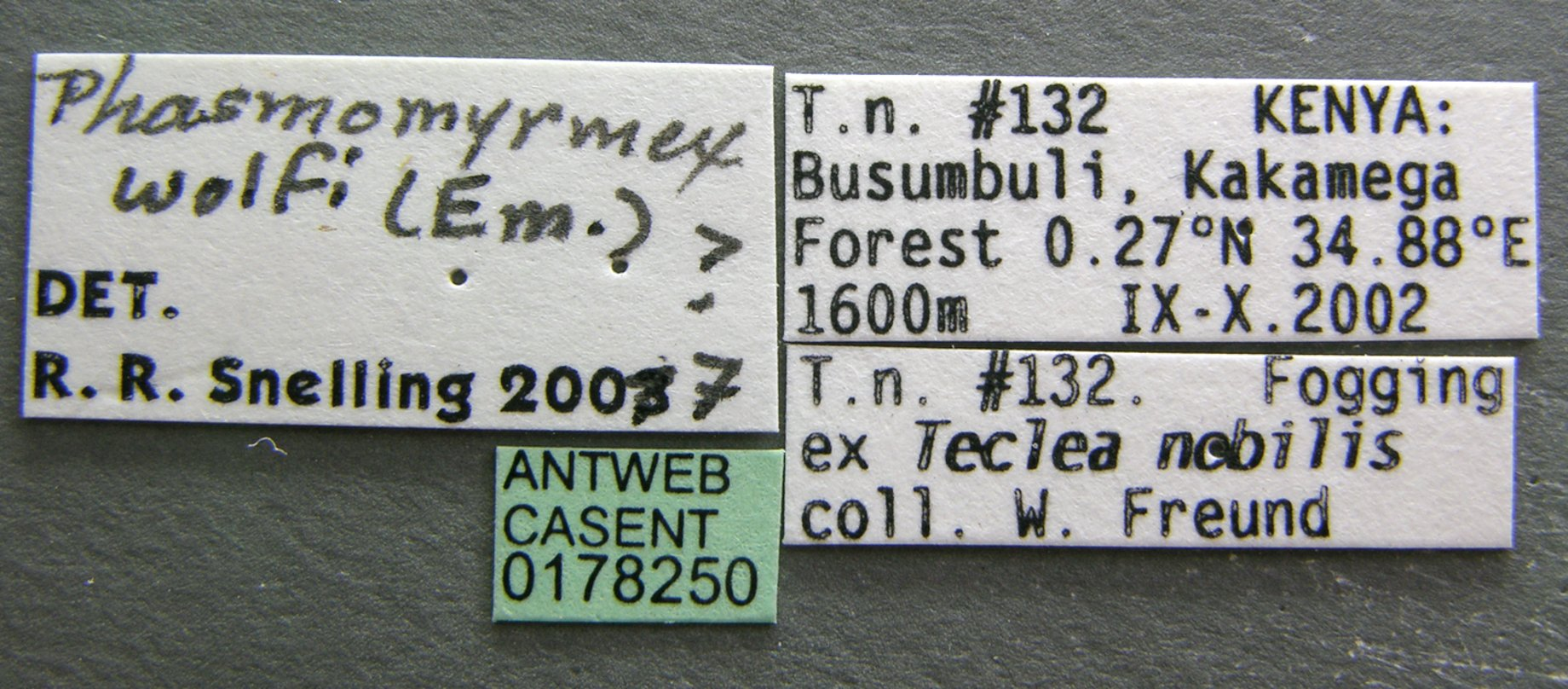
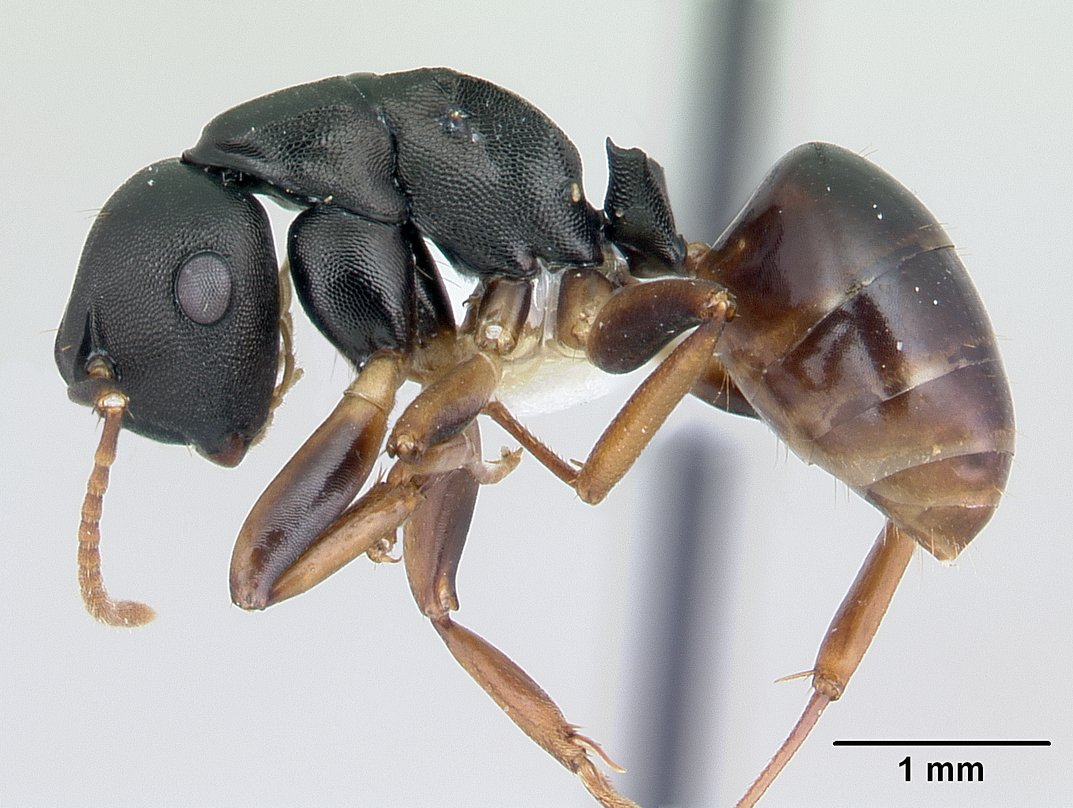